# Kim Kuk-gwang
Kim Kuk-gwang (ur. 3 września 1993) – północnokoreański zapaśnik walczący w stylu wolnym. Zajął czternaste miejsce na mistrzostwach świata w 2017. Dziesiąty na igrzyskach azjatyckich w 2018. Piąty na mistrzostwach Azji 2017 i 2018. Srebrny medalista wojskowych MŚ z 2016 roku.